# استنلی گارتون
استنلی گارتون (انگلیسی: Stanley Garton; ۳۱ مارس ۱۸۸۹ – ۲۰ اکتبر ۱۹۴۸) قایقران روئینگ اهل بریتانیا بود.